# Приселков Михайло Дмитрович
Приселков (Присьолков) Михайло Дмитрович (19 (7) вересня 1881, Санкт-Петербург — 19 січня 1941, Санкт-Петербург) — літературознавець та історик давньоруської доби. Професор (1919).

## Біографія
Народився в м. Санкт-Петербург у сім'ї протоієрея Свято-Пантелеймонівської церкви. 1899 закінчив 3-тю Петербурзьку гімназію й одразу поступив на історико-філологічний факультет Петербурзького університету. По закінченні 1903 його «залишили по кафедрі руської історії» (посучасному — прийняли до аспірантури). 1907 П. почав читання лекцій в Петербурзькому університеті на посаді приват-доцента. Магістерську дисертацію на тему: «Нариси церковнополітичної історії Київської Русі X—XII ст.» готував на кафедрі історії Руської церкви і захистив її 19 січня 1914 в Петербурзькому університеті (книга під цією назвою вийшла 1913). Ще 1905 П. потоваришував з О.Шахматовим, котрий став фактичним керівником його магістерської дисертації і вчителем, що допоміг визначити його наукові інтереси й накреслити шлях у науці. Із 1917 П. — доцент, а з 1919 — професор Петроградського університету, пізніше став деканом факультету суспільних наук, куди увійшов колишній історико-філологічний факультет. 1923 вийшла науково-популярна книга П. «Нестор-летописец», за якою з'явились інші його статті та книжки з історії давньоруського літописання. Однак його дальша наукова і викладацька кар'єра наштовхнулася на великі труднощі. Партійне начальство Петроградського (із 1924 — Ленінградського) університету не довіряло вихідцю із церковного середовища, йому ставили у вину членство в Конституційно-демократичній партії, участь у церковному соборі, що обрав московського патріарха Тихона. 1927 П. звільнили з Ленінградського університету, і він із 1929 жив на академічну пенсію. Та 1930 П. заарештували за звинуваченням в антирадянській діяльності і вислали до Сибіру. Лише в грудні 1935 він повернувся до Ленінграда (нині м. С.-Петербург). Незабаром його повернули до Ленінградського університету, в якому відновили історичний факультет і з'явилася потреба в кваліфікованих професорах. 17 червня 1939 П. захистив докторську дисертацію на тему: «Історія руського літописання XI—XV вв.» (вийшла окремою книжкою 1940) — етапну працю в літописознавстві. П. підготував також реконструкцію Троїцького літопису і наукове видання Радзивіллівського літопису, видав важливі праці О.Шахматова. 1940 П. став завідувачем кафедри історії СРСР і деканом історичного факультету Ленінградського університету. Наприкінці 1940 в нього виявили злоякісну пухлину, від якої він невдовзі помер (у м. Ленінград).